# بندر و کشتی بخار
«بندر و کشتی بخار» (ترکی آذربایجانی: Qafqaz və Merkuri cəmiyyətinin paroxodunun limandan yola düşməsi) یک فیلم است که در سال ۱۸۹۸ منتشر شد. این فیلم از نخستین فیلم‌های تاریخ سینمای آذربایجان است. کارگردان فیلم الکساندر میشون است.